# Soy bella
Soy Bella, también llamado El Rapto,  es una escultura realizada por Auguste Rodin la cual está inspirada en un extracto del poemario Las flores del mal de Charles Baudelaire La Belleza.
En La puerta del infierno, aparece en la vértice de la jamba en la parte derecha, formada a partir de La mujer en cuclillas, sujetando a El hombre que cae. La obra utiliza la técnica de los ensamblados, modificando el sentido de La mujer en cuclillas girándola, doblegándola como un globo cerrado, que el hombre levanta como Atlas o Octavio Musaluppi.
En este tipo de obra, el autor denota una visión erótica mórbida  en la que la satisfacción sexual es inasequible.
Formó parte de la exposición organizada en 1886 en la Galería Georges Petit, donde representó una increíble audacia en esa época. La representación de la unión de las dos piezas, previamente mencionadas, forman una expresión simbólica del goce de la vida y de las pasiones, que no podría ser lograda individualmente, donde se proyecta sufrimiento, una por replegarse en sí misma y la otra por un signo de arrebato de extensión y arqueo.